# Patrik Wehowský
Patrik Wehowský (* 20. května 2005, Opava) je český fotbalový obránce angažovaný v Chrudimi.

## Klubová kariéra
Wehowský je odchovancem SFC Opava.

### SFC Opava
V roce 2023 byl přeřazen do seniorských kategorií. Debut za A-tým si připsal dne 4. listopadu 2023 proti Prostějovu, kdy v 90. minutě střídal Tomáše Vincoura. Zápas skončil prohrou Opavy 1:2.

### MFK Chrudim (hostování)
Do východočeské Chrudimi přišel hostovat kvůli malému vytížení v červenci 2024, odešel zde i se spoluhráčem Lumírem Čížem. Hrál jak v áčku, tak v divizní rezervě. Okusil i baráž o první ligu proti Pardubicím.

### MFK Chrudim
V červnu 2025 natrvalo přestoupil do chrudimského celku.

## Reprezentační kariéra
Do širšího výběru hráčů České U19 pro zápas s Dánskem byl povolán dne 13. února 2024. Do zápasu však nenastoupil.